# 戴世宏
戴世宏（1965年7月—），安徽太湖人，汉族，中国共产党党员。中华人民共和国政治人物、曾任中国进出口银行云南省分行行长，中国进出口银行客户服务管理部总经理。第十三届全国人民代表大会云南省代表。

## 生平
2009年至2018年，戴世宏先后任中国农业发展银行国际业务部副总经理，中国进出口银行资金营运部副总经理、会计管理部总经理，中国进出口银行云南省分行行长，中国进出口银行客户服务管理部总经理等职。2018年，戴世宏被选为云南省出席第十三届全国人民代表大会代表。2022年07月18日戴世宏因涉嫌严重违纪违法被中国进出口银行纪检监察组和云南省监察委员会审查调查。2022年9月28日，被云南省人大常委会罢免全国人民代表大会代表职务，2022年10月30日代表资格终止。